# Cheadle, Greater Manchester
Cheadle är en ort i distriktet Stockport, i grevskapet Greater Manchester, i England. Orten hade 14 436 invånare år 2021.

## Historik
Cheadle var en civil parish fram till 1866 och 1879 till 1930 då den blev en del av Cheadle and Gatley. Denna civil parish hade 8 845 invånare år 1921. Byn nämndes i Domedagsboken (Domesday Book) år 1086, och kallades då Cedde.